# Charleval (Eure)
Charleval – miejscowość i gmina we Francji, w regionie Normandia, w departamencie Eure.
Według danych na rok 1990 gminę zamieszkiwało 1768 osób, a gęstość zaludnienia wynosiła 125 osób/km² (wśród 1421 gmin Górnej Normandii Charleval plasuje się na 127. miejscu pod względem liczby ludności, natomiast pod względem powierzchni na miejscu 167.).